# Peters Indian Reserve 1
Peters Indian Reserve 1 är ett reservat i Kanada.   Det ligger i provinsen British Columbia, i den södra delen av landet, 3 400 km väster om huvudstaden Ottawa.
I omgivningarna runt Peters Indian Reserve 1 växer i huvudsak barrskog. Runt Peters Indian Reserve 1 är det mycket glesbefolkat, med 4 invånare per kvadratkilometer.